# Подкрай (Велике Лаще)
Подкрай (словен. Podkraj) — поселення в общині Велике Лаще, Осреднєсловенський регіон, Словенія. 
Висота над рівнем моря: 627,2 м.